# El Paso County, Texas
El Paso County är ett administrativt område i delstaten Texas, USA, med 800 647 invånare (2010). Den administrativa huvudorten (county seat) är El Paso. 
Fort Bliss är beläget i countyt.

## Geografi
Enligt United States Census Bureau har countyt en total area på 2 629 km². 2 624 km² av den arean är land och 5 km² är vatten. 

### Angränsande countyn
- Hudspeth County, Texas - öster
- Doña Ana County, New Mexico väster och nordväst
- Otero County, New Mexico nord, nordost
- Mexiko - väst, söder, sydväst, sydost